# قانون محاسبة سوريا
قانون محاسبة سوريا واستعادة السيادة اللبنانية هو مشروع قانون من الكونغرس الأمريكي تم تمريره ليصبح قانونا في 12 ديسمبر 2003.
الهدف المعلن لمشروع القانون هو وضع حد لما تعتبره الولايات المتحدة دعما سوريًا للإرهاب، وإنهاء الوجود السوري في لبنان، الذي كان ساريا منذ نهاية الحرب الأهلية اللبنانية في عام 1990، ووقف تطوير سوريا المزعوم لأسلحة الدمار الشامل، ووقف استيراد سوريا غير المشروع للنفط العراقي، وإنهاء شحنات غير قانونية من المواد العسكرية إلى القوات المعادية للولايات المتحدة في العراق.
وقد رعى مشروع القانون النائب إليوت إنغل (د) من نيويورك وتم تقديمه في 12 أبريل 2003.

## العقوبات المنصوص عليها في القانون
ينص القانون على فرض عقوبات على سوريا ما لم يقرر الكونغرس أن سوريا تفي بالشروط المنصوص عليها في القانون. وتقتضي المادة 5 (أ) (1) من الرئيس حظر تصدير المواد المدرجة في قائمة الولايات المتحدة للذخائر وقائمة مراقبة التجارة. وتنص المادة 5 (أ) (2) من القانون على أن يختار الرئيس عقوبتين أو أكثر من قائمة تضم ستة، وعلى وجه التحديد:
1. حظر تصدير منتجات الولايات المتحدة؛
2. حظر الشركات الأمريكية التي تستثمر أو تعمل في سوريا؛
3. تقييد سفر الدبلوماسيين السوريين إلى داخل دائرة نصف قطرها 25 ميلا من نشرهم في الولايات المتحدة؛
4. حظر على الناقلات الجوية السورية الإقلاع والهبوط والطيران فوق الولايات المتحدة؛
5. الحد من الاتصالات الدبلوماسية الأمريكية مع سوريا؛
6. منع الأشخاص الأمريكيين من الدخول في أي معاملات ملكية مع الحكومة السورية.

وينص القانون على الإعفاء من هذه العقوبات إذا قرر الرئيس أن من “مصلحة الأمن القومي” للولايات المتحدة القيام بذلك، ويقدم الرئيس تقريراً إلى الكونغرس يوضح أسباب هذا القرار.
ووافقت الإدارة على تنفيذ الحظر الذي قرره الكونغرس لتصدير الذخائر والمواد ذات الاستخدام المزدوج، وكذلك:
1. حظر تصدير المواد غير الغذائية والأدوية إلى سوريا.
2. حظر هبوط الطائرات السورية أو إقلاعها من الولايات المتحدة.

## ردود الفعل
- أعربت إسرائيل عن دعمها لفرض عقوبات على سوريا وقد وصف رئيس هيئة أركان الجيش موشيه يعلون سوريا بأنها «دولة إرهابية تقوم بإيواء منظمات إرهابية فلسطينية».[2]

## وصلات خارجية
- النص الكامل للقانون
- بيان الرئيس بوش عند التوقيع على مشروع القانون